# Laxsnara

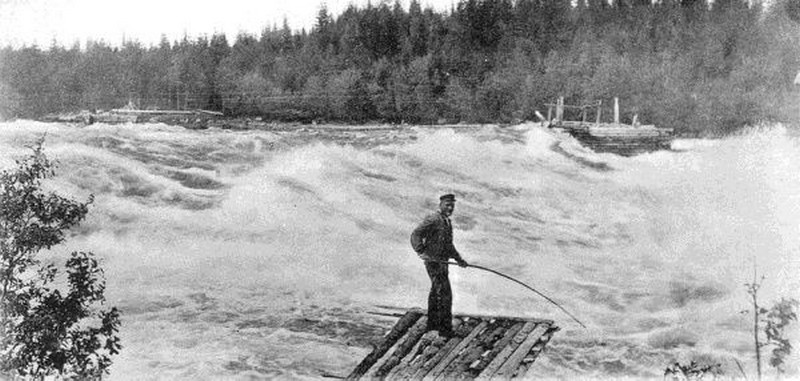
Laxfiskare med laxsnara i Nässeforsen

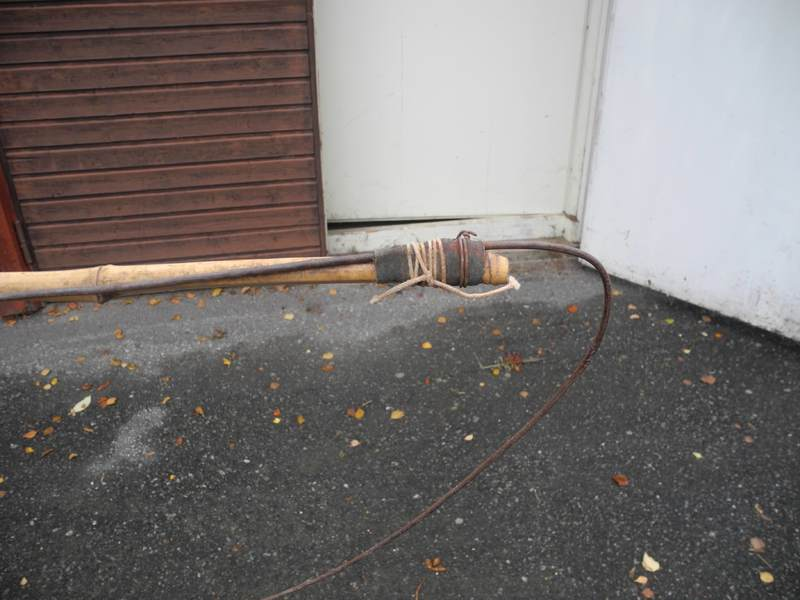
Laxsnara med bambuspö, två meter lång ståltråd, blysänke och snara i en smalare ståltråd, Västerbottens museum

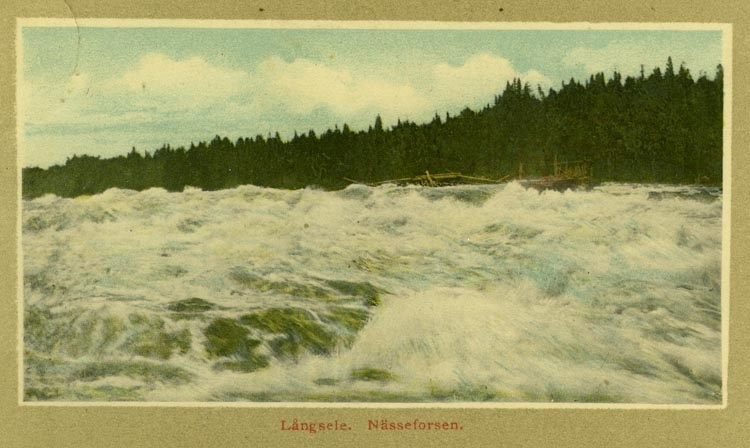
Nässeforsen, 1912

Laxsnara är en rännsnara för fångst av lax, som under sin vandring från havet till sina lekplatser står stilla i forsar för att ta sats inför hopp motströms i strömmande vatten.
En laxsnara består av ett flera meter långt spö med en tvinnad tråd av stål eller mässing, på vilken är fäst en snara av klenare tvinnad tråd med två–tre millimeters grovlek, företrädesvis av mässing, samt ett blysänke på omkring ett hektogram. Laxar, vilka är i vila före hopp, står på platser som i Norrland benämns "grubbar". Där träs laxsnaran över den mer eller mindre stillastående fisken.
I början av 1850-talet utexperimenterades laxsnaran vid Nässeforsen i Faxälven vid Långsele av smederna Christopher Lodén (1815–1883) och Anders Månsström (1815–1863) på Forsse bruk. Laxsnaror användes därefter som fiskeredskap för att fånga laxfiskar i vissa norrländska älvar, framför allt i Faxälven och Ångermanälven
Även andra fisksorter fångas med snara, till exempel gädda, ål, abborre och braxen.
Gäddor har till exempel för vana att under soliga och lugna dagar stå stilla länge vid i glesa vassruggar. Gäddfiske med snara har förekommit på flera ställen i Sverige och är bland annat är dokumenterat i Bolmen och andra sjöar i Småland.